# Municipio de Strand
El municipio de Strand (en inglés: Strand Township) es un municipio ubicado en el condado de Norman en el estado estadounidense de Minnesota. En el año 2010 tenía una población de 99 habitantes y una densidad poblacional de 1,07 personas por km².

## Geografía
El municipio de Strand se encuentra ubicado en las coordenadas 47°21′43″N 96°15′12″O / 47.36194, -96.25333. Según la Oficina del Censo de los Estados Unidos, el municipio tiene una superficie total de 92.95 km², de la cual 92,86 km² corresponden a tierra firme y (0,09 %) 0,09 km² es agua.

## Demografía
Según el censo de 2010, había 99 personas residiendo en el municipio de Strand. La densidad de población era de 1,07 hab./km². De los 99 habitantes, el municipio de Strand estaba compuesto por el 93,94 % blancos, el 1,01 % eran amerindios, el 1,01 % eran asiáticos, el 1,01 % eran de otras razas y el 3,03 % eran de una mezcla de razas. Del total de la población el 3,03 % eran hispanos o latinos de cualquier raza.